# Nathalis
Nathalis é um género de borboletas da família Pieridae.

## Espécies[2]
- Nathalis iole Boisduval, 1836
- Nathalis plauta Doubleday, 1847